# 李姉妹
李姉妹（りしまい）は、日本在住の中国人姉妹YouTuber。中国語学習者をターゲットにした動画で人気を集めている。

## 人物
李は姉妹の本名。5歳離れた実の姉妹で、国籍は中国。姉妹ともに、短いながらも塾講師や家庭教師の経験を持つ。2018年11月にYouTubeチャンネル「李姉妹ch」を開設した。きっかけは妹のしーちゃんが当時勤めていた会社を辞めてワーキング・ホリデーを計画したことだった。英語の勉強をしようとYouTubeで学習動画を視聴していると、吉田ちかの運営するYouTubeチャンネル「バイリンガール英会話」が目に留まった。中国語学習に役立つYouTube動画は数が少なく、また自分たちでも作れそうだと考えて中国に関連する動画の投稿を始めた。活動初期では動画の再生回数が100回にも満たないことが多かったが地道に投稿を重ね、チャンネル登録者は開設1年で10万人を、2021年2月には25万人を超えた。
2019年10月には中国政府認定の語学検定「HSK（漢語水平考試）」が主催するセミナーに講師として参加。2020年にはHSKの公式イメージキャラクターに就任し、2021年1月に実施されたHSK主催のオンライン留学（北京理工大学、保定学院〈河北省〉共同）のアンバサダーを務めた。また、2021年にはメンズアパレルブランド「JUNRed（ジュンレッド）」とのコラボレーションで李姉妹のイラストがデザインされたTシャツが発売されるなど、YouTube以外にも活動の場を広げている。

## メンバー
- ゆんちゃん（1988年5月29日 - ）（37歳）

中華人民共和国黒竜江省ハルビン市生まれ。李姉妹の姉。幼少期から日中を往来する。初孫で祖父母に甘やかされて育った。1988年に父が、1990年に母が日本に留学した後、祖父母に預けられていたが、翌1991年に3歳で来日しまもなく名古屋市に移住、小学校1年生の1学期までは日本の小学校で過ごした。その後中国浙江省杭州市へ移り小学校4年生まで。小学校5年生で三重県へ。中学までは日本の公立学校で学び、高校1年生で再び杭州市に渡り全寮制の高校に入学した。卒業後ニュージーランド・ヴィクトリア大学ウェリントン校へ留学。商学部でマーケティングを専攻した。卒業後日本に戻り三重県の食品メーカーに就職。貿易部に配属され台湾・オーストラリア・ニュージーランドの営業を担当し海外出張の日々を過ごした。退社してからはYouTubeでの活動に並行して、個人で日中間の照明器具の輸出入を行う貿易会社を経営している。2021年11月28日、日本人男性との結婚を発表した。日中英のトリリンガルで、趣味は手芸、ショッピング、麻雀。座右の銘は「Less is more（何事もシンプルに）」。
- しーちゃん（1993年4月22日 - ）（32歳）

愛知県名古屋市生まれ。李姉妹の妹。幼少期の一時期を除いてほぼ全てを日本で過ごす。父親の日本留学のために家族で日本に移住した。2歳、中国浙江省杭州市へ移り4年間保育園に通う。6歳で日本に戻り三重県で保育園に半年通い、小学校に入学した。この頃には日本語はほとんど話せず、むしろ中国語が流暢だったが、中学・高校と中国語力は衰えた。高校卒業後、早稲田大学に入学し上京。第二外国語で中国語を選択した。新卒で東京の日系企業に入社し、日中通訳も経験 。3年ほどで「新しいことを始めたい」との思いから退社。退社後は姉妹でYouTube活動を続ける。趣味は映画鑑賞、ショッピング、麻雀。座右の銘は「自分に優しく」。

## 李姉妹ch
李姉妹がYouTubeに開設しているチャンネル。中国語のよく使う表現、聞き流しの音声、中国語を勉強する上でオススメのドラマや曲、おすすめのアプリなどを紹介する。また中国語学習動画に限らず、中国文化、中国での流行、中国コスメ、李家の事情や姉妹の生い立ちなど様々なエピソードを紹介している。政治的な話題や国際関係などの個人と切り離されている内容や、中国と日本を比較してどちらかを下げてどちらかを上げるといった内容の動画は意図的に避けている。

## 書籍
- 『李姉妹のおしゃべりな中国語』昭文社。ISBN 978-4398147523。（2021年2月24日発売）
- 『長草くんと李姉妹の まるっと話せる中国語』Jリサーチ。ISBN 978-4863925144。（2021年4月21日発売）
- 『すぐに話せて必ず通じる 李姉妹と基礎から中国語』KADOKAWA。ISBN 978-4046052117。（2022年4月22日発売）

## 出演
Youtube
- 内藤証券株式会社【最新中国 知っとかNAITOチャンネル[15]】2022年02月10日

【李姉妹に聞く、奥深き中国火鍋の世界】
- 短編映像作品「情緒 『Re：』-小樽の新たな夜明け-[17][18]」2022年02月14日

「インバウンド再開に向けた広報動画」- ゲスト出演

## グッズ等
- 李家の餃子（2021年1月4日発売）[19]
- Jmei（姉妹が運営しているチャイナドレスなどの中華服飾セレクトショップ。）[20]
  - 姉妹は「旗袍」（チャイナドレス）と呼称している。名前の由来は、中国語で「姉妹」を指す「姐妹」（ジェーメイ）としている。
  - 2023年8月23日から28日まで、同店のポップアップストアが日本橋髙島屋の8階にて開店された[21]。